# Mona Lisa – Amerykańskie piosenki cz. 1
Mona Lisa – Amerykańskie piosenki cz. 1 – album polskiego piosenkarza Krzysztofa Krawczyka. Wydawnictwo ukazało się 22 listopada 2004 roku nakładem wytwórni muzycznej ITI.
Wyróżnione złotą płytą nagrania dotarły do 2. miejsca zestawienia OLiS.  

## Lista utworów
Opracowano na podstawie materiału źródłowego.
1. "I Left MY Heart In San Francisco"
2. "`Till There Was You"
3. "Mona Lisa"
4. "Smile"
5. "As Time Goes By"
6. "They Can`t Take That Away From Me"
7. "Somewhere Over The Rainbow"
8. "Don`t Get Around Much Anymore"
9. "Someone To Watch Over Me"
10. "Summertime"
11. "Everytime We Say Goodbye"
12. "Cheek To Cheek"
13. "Dream A Little Dream Of Me"
14. "What A Wonderful World"
15. "White Christmas" (utwór dodatkowy)